# Rusty Joiner
Rusty Joiner (ur. 11 grudnia 1972 w Montgomery, w stanie Alabama) – amerykański model, instruktor fitness i aktor.

## Życiorys
Dorastał w Atlancie, w stanie Georgia. Ukończył studia na Uniwersytecie Południowej Georgii, gdzie przez cztery lata odnosił sukcesy sportowe jako cheerleader i w gimnastyce. Po tym jak został odkryty przez agenta modeli w Atlancie, spędził  następne kilka lat w Mediolanie, Paryżu i Ameryce Południowej. Pracował dla domu mody Prada, Abercrombie & Fitch, American Eagle Outfitters, Levi's i Jockey. Uczestniczył w reklamie tabletek Excedrin na uporczywy ból głowy i Powerade. W latach 1998–2000 reklamował bieliznę Limited Brands w Columbus w stanie Ohio. Jego zdjęcia pojawiły się w takich poczytnych magazynach jak Vanity Fair, Cosmopolitan, Rolling Stone i Men's Fitness (luty 2005). 
Pojawił się gościnnie w sitcomie ABC Spin City (2000) z Michaelem J. Foxem, Heather Locklear i Barrym Bostwickiem, serialu CBS CSI: Kryminalne zagadki Miami (CSI: Miami, 2004) z Davidem Caruso, serialu Warner Bros. Ostry dyżur (ER, 2004) jako instruktor wspinaczkowy, serialu CBS Doktor Vegas (Dr. Vegas, 2004). W 2004 roku wystąpił w teledysku drag queen RuPaul do piosenki Looking Good, Feeling Gorgeous. Zadebiutował na dużym ekranie w komedii Zabawy z piłką (Dodgeball: A True Underdog Story, 2004) u boku Bena Stillera i Vince’a Vaughna.